# Euthalia confucius
Euthalia confucius är en fjärilsart som beskrevs av John Obadiah Westwood 1850. Euthalia confucius ingår i släktet Euthalia och familjen praktfjärilar. Inga underarter finns listade i Catalogue of Life.